# Guadalupe (Új-León)
Guadalupe egy nagyváros Mexikó északkeleti részén, Új-León tagállamban, Monterrey egy elővárosát alkotja. Az állam második legnagyobb városa, lakossága 2010-ben közel 674 000 fő volt.

## Földrajz
A település a monterreyi agglomeráció keleti részén, a Mexikói-öböl északi parti síkságának és a Keleti-Sierra Madre hegységnek a találkozásánál fekszik. Területének legnagyobb része 500 méteres tengerszint feletti magasság alatt terül el, de a déli határán emelkedő hegy az 1700 m-t is megközelíti. Két fő vízfolyása van: a Santa Catarina és a La Silla. Az éves átlaghőmérséklet 20–24 °C, a csapadékátlag 600–900 mm.

## Népesség
A település népessége a közelmúltban (az utóbbi évek kivételével) folyamatosan növekedett:
| Év   | Lakosság |
| ---- | -------- |
| 1990 | 535 332  |
| 1995 | 618 610  |
| 2000 | 669 842  |
| 2005 | 691 434  |
| 2010 | 673 616  |

## Története
Amikor 1596-ban megalapították Monterreyt, a mai Guadalupe területe Diego de Montemayor és családja kezébe került, ám mivel nekik voltak jobb földjeik is, az ittenieket elhanyagolták. 1627-ben Martín de Solís és fiai, Diego és Juan kapták meg a területeket. Diego a Santa Catarina folyó északi partján (a mai Corregidora híd közelében) felépítette a San Marcos haciendát, Juan pedig a mai főtér helyén a Santa Cruz haciendát. 1658-ban Juan ez utóbbit eladta Nicolás Ochoa de Elejalde kapitánynak, aki nevét Santa Cruzról San Agustínra változtatta.
1714 decemberében a monterreyi Francisco de Barbadillo y Vitoria kisajátította a haciendát, majd 1715 februárjában megalapította Nuestra Señora de Guadalupe nevű települést és missziót. 1756-ban tlaxkalték indiánok érkeztek ide a Pilón-völgyből, betelepülésükkel pedig megszűnt az addigi misszió, a település pedig felvette a Pueblo de la Nueva Tlaxcala de Nuestra Señora de Guadalupe de Horcasitas nevet.
Az egyre növekvő település 1825. március 5-én villa, majd 1971. április 28-án ciudad rangot kapott.

## Turizmus, látnivalók
A város legjelentősebb műemléke a 18. századi Señor de la Expiración-templom, de említést érdemel még a 20. század elejéről származó községi palota is. Több emlékművet emeltek városszerte történelmi vagy a városhoz köthető személyiségeknek (Miguel Hidalgo, Ignacio Zaragoza, Francisco Barbadillo y Vitoria, Lázaro Cárdenas, Plutarco Elías Calles, Benito Juárez, Serafín Peña, Eloy Cavazos Ramírez), de szoborral emlékeznek meg az anyákról is.
Évente tartanak a városban egy egy hónapos mezőgazdasági-ipari kiállítást, ami látogatók sokaságát vonzza Guadalupébe. 1985-ben avatták fel a La Pastora nevű állatkertet, ahol 300-nál is több állatfajt tekinthetünk meg. Kirándulási lehetőséget a város déli részén emelkedő La Silla nevű hegyre való felmászás jelent, valamint 1995-ben avatták fel a kikapcsolódni vágyók számára a Tolteca nevű parkot is, ahol többek között csónakázásra és tobogánozásra is lehetőség van.
A város kézművesei közül a bőrművesek emelkednek ki, akik sokféle nyerget, övet, tárcát és hátizsákot készítenek, de jelen vannak még piñatakészítők, üvegfújók, gyertyaöntők és kovácsok is.

## Sport
Itt épült fel 2015-re a Rayados de Monterrey nevű labdarúgócsapat új, modern stadionja, az Estadio BBVA Bancomer, közismert nevén az Estadio Rayado.